# ماوريسيو سيرنا
ماوريسيو سيرنا (بالإسبانية: Mauricio Alberto Serna Valencia)‏ (مواليد 22 يناير 1968) هو لاعب كرة قدم. يلعب مع منتخب كولومبيا لكرة القدم. سبق له أن لعب في كأس العالم لكرة القدم مع منتخب بلاده.

## روابط خارجية
- ماوريسيو سيرنا على موقع الاتحاد الدولي (مؤرشف)  (الإنجليزية)
- ماوريسيو سيرنا على موقع الاتحاد الأوربي (الإنجليزية)
- ماوريسيو سيرنا على موقع قاعدة بيانات كرة القدم.إي يو (الإنجليزية)
- ماوريسيو سيرنا على موقع ناشيونال فوتبول تيمز (الإنجليزية)
- ماوريسيو سيرنا على موقع عالم كرة القدم.نت (الإنجليزية)